# استفان کوهن
استفان کوهن (انگلیسی: Stefan Kohn؛ زادهٔ ۹ اکتبر ۱۹۶۵) بازیکن فوتبال اهل آلمان است.
از باشگاه‌هایی که در آن بازی کرده‌است می‌توان به باشگاه فوتبال کلن، باشگاه فوتبال هانوفر ۹۶، باشگاه فوتبال شالکه ۰۴، باشگاه فوتبال بوخوم، باشگاه فوتبال آرمینیا بیله‌فلد، باشگاه فوتبال بایر ۰۴ لورکوزن، باشگاه ورزشی وردر برمن، و باشگاه فوتبال نیس اشاره کرد.